# Francis Wacziarg
Francis Wacziarg, né dans les eaux territoriales de Cuba à bord d'un bateau à vapeur le 24 février 1942 et mort le 19 février 2014 à New Delhi (Inde), est un chef d'entreprise, homme d'affaires et mécène français, naturalisé indien en 1990, ayant vécu en Inde de 1970 à sa mort.

## Biographie
Jeune diplômé de l'Ecole Supérieure de Commerce de Paris ( ESCP), Francis Wacziarg arrive en Inde en 1970 et travaille tout d'abord comme attaché commercial au poste d'expansion économique du Consulat de France à Mumbai, puis comme représentant en Inde pour la BNP à New Delhi.
En 1978 il crée sa propre maison d'achat, Francis Wacziarg Buying Agency, qui employait plus de 120 personnes en 2007 , et développe son activité de consultant pour des groupes français, comme Lacoste ou Accor, qui souhaitent s'implanter en Inde.
Après avoir racheté en 1986, puis renové, le fort en ruines de Neemrana au Rajasthan avec son partenaire Aman Nath, il l'aménage en hôtel de charme qui ouvrira en 1990. Il co-fondera, développera et co-dirigera la chaîne hôtelière Neemrana Hotels, de type "Relais et châteaux", constituée d'une trentaine d'hôtels chargés d'histoire à travers l'Inde,
Par ailleurs épris de musique, il crée en 2001 la Neemrana Music Foundation, qui se donne pour mission l'introduction et le développement de l'opéra en Inde. Après le Fakir de Bénarès en 2002, premier opéra produit et joué sur scène en Inde, neuf autres opéras, réunissant à chaque fois musiciens indiens et européens, seront produits par Francis Wacziarg. En 2013, un an avant sa mort, la Cité de la Musique accueillera Orféo, par delà le Gange, sa dernière co-production,.
Francis Wacziarg est décédé mercredi 19 février 2014 dans un hôpital de New Delhi des suites d'une leucémie. Il allait avoir 72 ans,.

## Publications
- Rajasthan : Les Peintures murales du Shekhavati, en collaboration avec Aman Nath, p. 119, Éditions Robert Laffont, 1984 ;
- Les arts traditionnels du Rajasthan, en collaboration avec Aman Nath, Alfapac. Mapin Internationel, New York, 1987.